# Silpha olivieri
Silpha olivieri é uma espécie de insetos coleópteros polífagos pertencente à família Silphidae.
A autoridade científica da espécie é Bedel, tendo sido descrita no ano de 1887.
Trata-se de uma espécie presente no território português.